# معركة تعز (2015-الآن)
معركة تعز هي حرب مستمرة منذ أواخر مارس 2015 في محافظة تعز يشنها الحوثيون والجيش المؤيد لعلي عبد الله صالح ضد  القوات العسكرية الموالية للرئيس اليمني عبد ربه منصور هادي ومسلحي المقاومة الشعبية.
تشهد مدينة تعز أكثر سقوط للضحايا بين المدنيين، حيث قالت هيومن رايتس ووتش أن الحوثيين يقصفون المدنيين في المدينة بشكل عشوائي ومتكرر،  ما أدى لمقتل المئات وجرح أضعافهم، في 20 أكتوبر نشرت القنوات الإعلامية ومواقع التواصل الاجتماعي مقطع فيديو يظهر فتى يمنيا يدعى «فريد شوقي الذماري» (6 سنوات) وهو راقد على سرير مستشفى بعد أن أصيب بشظايا في رأسه في 13 أكتوبر،  وهو يتوسل بصوت هادئ للأطباء «لا تقبروناش» (لا تدفنوني)، ولقيت هذه الحادثه صدى واسع في وسائل الإعلام العالمية، خاصة بعد وفاة الطفل بعد عدة أيام من أصابته.

## خلفية
اجتاحت قوات الحوثي المدعومة من قبل الجيش المؤيد لعلي عبد الله صالح تعز، ثالث أكبر مدينة في اليمن، في 22 مارس ولم يواجهوا أي مقاومة تذكر، بالرغم من اطلاق حوثيون النار على متظاهرين لتفريق الاحتجاجات. مما أدى لقتل متظاهر وأصابة خمسة آخرون. وخلال مظاهرة ضد وجود الحوثيون في تعز في 24 مارس، قتل خمسة متظاهرين على يد الحوثيين وأصيب 80 آخرون، بينما في مدينة التربة (80 كم جنوب غرب تعز)، قتل ثلاثة متظاهرين مقتل وأصيب 12 اخرين.
بعد اسبوع من القتال سيطر الحوثيون على مديرية المخاء بمحافظة تعز في 28 مارس.
وأعلن ضباط وأفراد اللواء 35 مدرع في محافظة تعز تأييدهم للشرعية اليمنية المتمثلة بالرئيس هادي، وجاء ذلك بعد موافقة قائد اللواء منصور محسن معيجر على تسليم الحوثيون «موقع العروس للدفاع الجوي» الذي يتبع اللواء والذي يقع على رأس جبل صبر، وإرساله كتيبتين من اللواء لتعزيز المقاتلين الحوثيون وقوات صالح في المحافظات الجنوبية. ويقع معسكر اللواء غرب مدينة تعز وينتشر من المدخل الغربي وحتى مدينة المخاء القريبة من مضيق باب المندب. وشهدت تعز مظاهرات لتحية اللواء "35" مدرع، على موقفهم تجاه الحوثيون، وأتجهت المظاهرات لقيادة اللواء في المطار القديم غرب مدينة تعز.
في 29 مارس قصف طيران التحالف منصة صواريخ الدفاع الساحلي متواجدة بمدينة المخاء الساحلية بالقرب من باب المندب غرب محافظة تعز.
في 31 مارس دخل المقاتلين الحوثيين معسكر اللواء 17 مدرع على مضيق باب المندب،  بعد فتح أبوابه لهم دون مقاومة أو اشتباكات.
في 9 أبريل أًصدر الرئيس هادي قراراً لتعيين العميد الركن صادق علي سرحان قائداً للواء 22 مدرع، وهو ما قوبل بالرفض من قبل القائد السابق.
في 11 أبريل أنتشر جنود مؤيدين الحوثيين ومقاتلين موالين للرئيس عبد ربه منصور هادي في جميع أنحاء مدينة تعز.

## الخط الزمني

### 2015
في 17 أبريل قصفت الغارات الجوية مواقع عسكرية لقوات الحرس الجمهوري والحوثيين داخل وحول مدينة تعز.
خلال يومي 17 و18 أبريل قتل 30 شخصاً على الاقل قتلوا عندما هاجن الحوثيين، بدعم من الحرس الجمهوري مقر اللواء 35 مدرع الذي كان قد أعلن ولائه للرئيس هادي. وكان من بين القتلى 8-16 من المؤيدين لهادي و14-19 من الحوثيين،  و3ثلاثة مدنيين،  وقالت تقارير أخرى أن عدد القتلى قد بلغ 85 قتيلاً. وفي صباح 19 أبريل قتل 10 حوثيين على الأقل و4 من المواليين لهادي.
في 22 أبريل سيطر الحوثيين على معسكر اللواء 35 المؤيد للرئيس هادي، وقامت مقاتلات التحالف العربي بقصفه بعد فترة وجيزة من سيطرة الحوثيين عليه. وأسفرت معركة القاعدة العسكرية عن مقتل 10 جنود من المواليين للرئيس هادي.
بعد أربعة أيام استولت القوات الموالية لهادي على العديد من أحياء المدينة في 26 أبريل. وكانت أعنف المعارك حول المباني الحكومية والأمنية وسط المدينة، وأسفرت عن مقتل نحو 20 شخصاً من المدنيين. وقالت منظمة الصحة العالمية ان عدد القتلى 19 مدنياً بعد ان تعرض مستشفى الثورة للقصف.
بين عشية وضحاها في 29 و30 أبريل، أسقط طيران التحالف أسلحة في تعز لدعم المقاتلين ضد الحوثيين.
وأندلع القتال في المدينة في 16 مايو، على الرغم من إعلان وقف لإطلاق النار لمدة خمسة أيام وافق عليها الطرفين وكذلك قوات التحالف العربي. حيث قصف الحوثيون بالسلاح الثقيل والقذائف أحياء عدة في تعز ما أوقع 12 قتيلا و51 جريحا في صفوف المدنيين، وفقا لوكالة الصحافة الفرنسية، وأسفرت المعارك التي تكثفت خلال الليل عن سقوط 26 قتيلا في صفوف الحوثيين والقوات الموالية لعلي عبد الله صالح، و14 في صفوف اللجان الشعبية في المدينة.
في مطلع أغسطس تواصلت الأشتباكات في القرى والمناطق المحيطة بجبل صبر المطل على مدينة تعز، حيث سيطرت المقاومة على معظم قرى جبل صبر والمواقع التي كانت يستخدمها الحوثيون لشن عمليات القنص ضد المدنيين في تعز.
في 15 و16 أغسطس سيطرت القوات الموالية لهادي على عدة مواقع في المدينة منها مبنى جهاز الأمن السياسي، وقلعة القاهرة المطلة على المدينة التي كان يستخدمها الحوثيون للقصف. وأستخدمت الأسلحة الثقيلة خصوصا في محيط القصر الجمهوري بتعز. وأسفرت المواجهات خلال 24 ساعة عن مقتل 80 شخصاً على الأقل، بينهم 50 مسلحاً من الحوثيين وحلفائهم، فيما سقط 31 قتيلاً في صفوف المقاومة الشعبية.
وأعلن مقاتلوا المقاومة الشعبية سيطرتهم على غالبية مناطق مدينة تعز، منها مبنى المحافظة والشرطة العسكرية وموقع جبل صبر الاستراتيجي ومنزل الرئيس السابق علي عبد الله صالح.
ودفع الحوثيون وقوات من الحرس الجمهوري بتعزيزات عسكرية إلى تعز قدمت من مدينة إب ومعسكر اللواء 22 حرس جمهوري المرابط في منطقة الجَنَد القريبة من المدينة لاستعادة المواقع التي سيطرت عليها «المقاومة الشعبية». وقالت مصادر في الهلال الأحمر اليمني لبي بي سي إن معارك يومي 16 و17 أغسطس في تعز أسفرت عن مقتل ما لايقل عن 160 مسلحاً من الحوثيين وقوات الحرس الجمهوري، و53 من مقاتلي المقاومة الشعبية.
وفي 18 أغسطس قال قائد المقاومة الشعبية حمود المخلافي لسكاي نيوز العربية، إن قوات المقاومة سيطرت على نحو 95% من تعز، وأنها تفرض حصاراً على القصر الجمهوري، مشيراً إلى أنه لم يتبق سوى المدخل الشرقي للمدينة وهو يمثل البوابة لمعسكر اللواء 22 مدرع.

### 2016
بحسب منظمات إنسانية، أصيب 58 مدنيا و269 آخرون في فبراير الماضي، جراء القتال في تعز.
في 11 مارس أعلن الجيش الوطني والمقاومة الشرعية في اليمن فك الحصار عن مدينة تعز والسيطرة على الطريق الرابط بين محافظتي تعز وعدن، الذي يمر بمناطق الضباب والتربة، وتحرير الجبهة الغربية بالكامل.
في 12 مارس، حققت القوات الحكومية تقدمًا كبيرًا في تعز، من خلال السيطرة على عدة أحياء ومباني حكومية وطرد العديد من مقاتلي الحوثي من المنطقة. وفي 17 مارس، وصلت مساعدات إنسانية إلى الجزء الذي تمت استعادته من تعز.
في 19 مارس، هاجم مقاتلو الحوثي مقاتلين موالين لهادي في الجزء الذي تمت استعادته من المدينة. قال مسؤولون أمنيون وطبيون يمنيون إن 35 مقاتلاً قتلوا في اشتباكات بين المتمردين الحوثيين والقوات الموالية للحكومة في تعز. قال المسؤولون إن الحوثيين كانوا يحاولون استعادة الجزء الغربي من المدينة، بينما شن التحالف الذي تقوده السعودية أكثر من اثنتي عشرة غارة جوية لمنع الحوثيين من التقدم. قُتل ما لا يقل عن 55 شخصًا، بينهم مدنيون، في يومين من القتال العنيف في المدينة وحولها.
في 24 مارس، صعد الحوثيون هجومهم من خلال استعادة أجزاء من المدينة وبعض الطرق الاستراتيجية التي تؤدي إلى عدن. وشيد الحوثيون أسوارا لمنع تعزيزات الحكومة من الوصول إلى المدينة. في غضون ذلك، وصلت 13 شاحنة تحمل مساعدات إنسانية إلى الجزء الذي استعادته الحكومة من تعز.
سيطرت قوات الحوثي والقوات الموالية للرئيس السابق صالح على مركز مديرية الوازعية جنوب غرب محافظة تعز في 1 أبريل.
تم الاتفاق على وقف إطلاق النار في تعز وفرضت الهدنة في 11 أبريل. وأفاد السكان والصحفيون المحليون بوقوع انتهاكات حوثية حيث قالوا إن الحوثيين قصفوا مناطق سكنية وقاعدة عسكرية بعد منتصف الليل.
في 17 أبريل، تم التوصل إلى اتفاق بين الحوثيين والجكومة لتعزيز وقف إطلاق النار على جميع الجبهات في المدينة.

### 2017
قال مسؤول محلي ومصادر طبية إن أربعة مدنيين، بينهم ثلاثة أطفال، قتلوا في الأول من يناير عندما قصف الحوثيون مناطق سكنية في مدينة تعز. وفي 18 يناير، أطلق الحوثيون قذائف هاون سقطت على حي النور غربي تعز، ما أسفر عن مقتل تسعة مدنيين على الأقل وإصابة ثمانية.

#### عملية السهم الذهبي
في 5 يناير، اندلع القتال عندما شن الحوثيون هجومًا جديدًا للسيطرة على عدة مواقع على الأطراف الغربية والشرقية للمدينة. قُتل ما لا يقل عن 20 شخصًا، بينهم طالب في مدرسة ابتدائية، وأصيب العشرات في يومين من القتال، على حد قول قادة بالجيش. لم يحقق أي من الجانبين مكاسب خلال القتال. كما شن الحوثيون وحلفاؤهم هجومًا بالقرب من مضيق باب المندب. في غضون ذلك، شن التحالف بقيادة السعودية غارات جوية على مواقع في جنوب غرب تعز، حيث أفادت مصادر محلية بتدمير العديد من المركبات العسكرية التابعة للحوثيين وكذلك منصة صاروخية واحدة على الأقل. وقالت مصادر عسكرية وطبية إن 55 من الحوثيين على الأقل قتلوا منذ ذلك الحين وأصيب 72 آخرون.
قال مسؤولون عسكريون إن 68 مقاتلاً على الأقل قتلوا في 8 يناير في معارك ضارية استمرت يومين بين القوات اليمنية والمتمردين الحوثيين بالقرب من مضيق باب المندب الاستراتيجي. كما أسفرت الاشتباكات منذ 7 يناير عن مقتل 13 من القوات الحكومية، بما في ذلك العميد عبد العزيز المجيدي. قال قائد كبير في الجيش لصحيفة الخليج نيوز إن القوات الموالية للحكومة حررت منطقة ذباب بالكامل بينما كانت تتقدم نحو مناطق أخرى قريبة.
في 9 يناير، قال عبده عبد الله مجلي، المتحدث باسم الجيش اليمني، إن القوات الحكومية طردت الحوثيين من جبل المنصورة في الوازعية.
في 10 يناير، قالت القوات الحكومية أنها استعادت جبال العويد والنوبة في مديرية مقبنة من الحوثيين، الأمر الذي يعتبر مهمًا من الناحية الاستراتيجية حيث يطل كلاهما على الطريق الرئيسي الذي يربط بين محافظتي تعز والحديدة.
في 15 يناير، كانت القوات الحكومية «على وشك» السيطرة على منطقة الجديد، مما أسفر عن مقتل العشرات من الحوثيين في اشتباكات عنيفة أثناء العملية. قال قائد حكومي أيضا إن 16 بالمئة فقط من محافظة تعز لا تزال تحت سيطرة الحوثيين.
في 21 و22 يناير، قُتل ما لا يقل عن 52 من مقاتلي الحوثيين في غارات جوية للتحالف السعودي في المخا. في حين زعم الحوثيون إنهم قتلوا 14 جنديا مواليا للحكومة.
في 23 يناير، صرحت القوات الموالية للحكومة أنها استولت على مدينة المخا الساحلية الرئيسية من مقاتلي الحوثيين.
قالت مصادر عسكرية وطبية إنه في 24 يناير، قُتل ما لا يقل عن 28 من الحوثيين و12 من المقاتلين الحكوميين في القتال خلال الساعات الأربع والعشرين الماضية. واستمرت الاشتباكات على الأطراف الجنوبية والشرقية لمدينة المخا. كما قال مسؤول عسكري إن الحوثيين ما زالوا يسيطرون على وسط المدينة.
وقالت مصادر عسكرية وطبية في 1 فبراير إن 25 مقاتلا حوثيا وستة جنود موالين للحكومة قتلوا خلال اشتباكات في المخا.
في 7 فبراير، أفادت وكالة أنباء الإمارات أن القوات اليمنية الموالية للحكومة بدعم من قوات التحالف السعودي قامت بتأمين المخا.
في 8 فبراير، قُتل أربعة وعشرون مقاتلاً من الحوثيين وثمانية جنود موالين للحكومة في معارك في المخا.
في 10 فبراير، أكد مصدر عسكري أن القوات الموالية للحكومة «تسيطر سيطرة كاملة» على المخا.
في 22 فبراير، قُتل 18 جنديًا و21 مقاتلاً من الحوثيين في اشتباكات على مشارف بلدة المخا. وقال مصدر عسكري إن 50 مقاتلا آخرين على الأقل من الجانبين أصيبوا أيضا في القتال.
في 23 فبراير، قُتل سبعة جنود و16 مقاتلاً من الحوثيين خلال القتال حول المخا. كما أصيب 12 جنديا و28 مقاتلا حوثيا بجروح. وقالت مصادر موالية للحكومة، إن القوات الحكومية تقاتل الآن قوات الحوثي على أطراف معسكر خالد بن الوليد شرق بلدة المخا.
قال مسؤول طبي وعسكري إن اشتباكات بين الحوثيين والموالين لهم بالقرب من المخا في 6 مارس خلفت ستة قتلى من مقاتلي الحوثي.
قالت مصادر طبية وأمنية إن سبعة جنود يمنيين وثمانية مقاتلين من الحوثيين قتلوا في 11 مارس في قتال عنيف على مدار الأربع والعشرين ساعة الماضية بالقرب من المخا.
قال مسؤولون إنه في 16 مارس، تعرضت سفينة تابعة لخفر السواحل اليمني للغم بالقرب من المخا، مما أسفر عن مقتل اثنين من أفراد الخدمة وإصابة ثمانية آخرين.
في 18 مارس، قالت مصادر حكومية إن 45 على الأقل من مقاتلي الحوثيين قتلوا بعد أن استهدفت غارة جوية للتحالف السعودي قافلتهم بالقرب من بلدة البرح غرب تعز. وكان من بين القتلى القيادي البارز في مليشيا الحوثي أمين الحميدان. وفي اليوم نفسه، نجا محافظ تعز المعين من قبل الحوثيين، عبده الجندي، والقائد الميداني الكبير للحوثيين أبو علي الحاكم، من الموت بأعجوبة بينما قُتل العشرات من حراستهم في الهجوم على منطقة بورة بمديرية مقبنة، بحسب ناشطين محليين. وقالت تقارير إعلامية أن من بين القتلى في الهجوم نائب محافظ تعز المعين من قبل الحوثيين أمين حيدان.
في 20 مارس، قُتل ما لا يقل عن 11 من مليشيات الحوثي وثلاثة من الجنود في اشتباكات في قرية السيار جنوب شرق محافظة تعز، وفقًا لبيان صادر عن الجيش اليمني.
في 11 أبريل، قال مسؤول أمني وعسكري إن القوات الحكومية شنت هجومًا في اليوم السابق على الحوثيين حول المخا.
وقال مصدر عسكري، في 12 أبريل، إن 16 مقاتلاً حوثياً وأربعة جنود قتلوا خلال مواجهات مسلحة في المخا خلال الـ24 ساعة الماضية.
قالت مصادر عسكرية وطبية إن ما لا يقل عن 25 جندياً ومقاتلاً حوثياً قتلوا في 15 أبريل في اشتباكات حول قاعدة خالد بن الوليد عندما شنت القوات الحكومية هجوماً للسيطرة عليها.
أفاد مصدر عسكري، في 19 أبريل، بمقتل 17 عنصراً من مليشيا الحوثي وإصابة 20 آخرين بجروح جراء قصف طائرات سعودية على مواقع للحوثيين شمال المخا.
في 26 أبريل، قُتل ما لا يقل عن تسعة مقاتلين حوثيين وأصيب أكثر من 14 في غارات جوية نفذها التحالف بقيادة السعودية على مديريتي الوزية وموزع غربي تعز، بحسب مصدر عسكري يمني.
في 3 مايو، جددت القوات التي يقودها الحوثيون هجومها على مدينة المخا الساحلية الغربية، وأوقعت إصابات في صفوف القوات الحكومية. لقي جندي إماراتي و8 جنود يمنيون مصرعهم في اشتباكات على ساحل محافظة تعز.
في 8 مايو، قتل ستة من الحوثيين وأصيب عدد آخر في قصف على جبل الواش شمال غرب تعز. في غضون ذلك، قال مصدر عسكري، إن قوات الجيش الحكومية هاجمت مواقع للحوثيين في الأطراف الغربية لمعسكر خالد بن الوليد وفي مفرق المخا، ما أسفر عن مقتل ما لا يقل عن 10 من الحوثيين.
في 11 مايو، أطلق الحوثيون وابلاً من قذائف المدفعية على تجمعات للجنود السودانيين في جبل نبيزة شمال مديرية موزع بمحافظة تعز. وبحسب المصادر، أصيب عدد كبير من الجنود، فيما قُتل قائدهم. وقتل جنديان سودانيان في الهجوم.
في 24 مايو 2017، استولت القوات الحكومية على فرع البنك المركزي اليمني شرق تعز وسيطرت على المباني المجاورة بالقرب من قصر الشعب، بعد قتال عنيف.
في 26 مايو، قُتل ما لا يقل عن 20 مسلحًا من الحوثيين وحلفائهم في اشتباكات بمحافظة تعز. في غضون ذلك، أفاد الحوثيون بأن هجوما جويا غرب تعز خلف مقتل ثلاثة صحفيين و27 جريحا مدنيا.
في 29 مايو، اقتحمت القوات الحكومية القصر الجمهوري. وأكدت مصادر مدنية يمنية، مقتل ما لا يقل عن 18 من الحوثيين في الاشتباكات العنيفة منذ استعادة القوات الموالية للحكومة مناطق إستراتيجية بالقرب من القصر الجمهوري في تعز.
قال مسؤول عسكري إن القتال بين الحوثيين والقوات الحكومية في 3 يونيو خلف حوالي 30 قتيلاً وجرح العشرات في تعز.
في 13 يونيو، أطلق الحوثيون صاروخًا على سفينة إماراتية غادرت ميناء المخا بالقرب من مضيق باب المندب، مما أدى إلى إصابة أحد أفراد الطاقم.
في 9 يوليو، قصفت السفن الحربية بقيادة السعودية المتمركزة بالقرب من ميناء المخا عدة مواقع للحوثيين في قاعدتي الحملي وخالد بن الوليد العسكريتين في غرب محافظة تعز. وأكدت مصادر طبية في المنطقة، أن القصف الذي استهدف مواقع سيطرة الحوثيين أسفر عن مقتل 15 مقاتلاً حوثياً وإصابة أكثر من 20 آخرين.
في 18 يوليو، قُتل ما لا يقل عن 20 مدنياً، بينهم نساء وأطفال من نفس العائلة، في هجوم جوي للتحالف السعودي غربي مدينة تعز.
في 1 أغسطس، قُتل ثلاثة جنود حكوميين وثمانية مقاتلين حوثيين في محافظة تعز، بحسب قائد موال للحكومة.

### 2018
في 28 يناير 2018، حققت القوات الموالية لهادي مكاسب على الأطراف الغربية والشرقية لمدينة تعز. وقالت وسائل إعلام موالية لهادي إن 50 من مقاتلي الحوثي قتلوا في معركة استمرت يومين وضغطت قوات الحكومة للسيطرة على طريقين استراتيجيين يربطان تعز بمحافظتي الحديدة وإب، وهما طريقان رئيسيان للإمداد لمقاتلي الحوثي.
في 11 مارس ، أفادت الأنباء عن تدمير مركبة عسكرية حكومية في الساحل الغربي بصاروخ موجه ومقتل أفراد طاقمها. وبحسب ما ورد قتلت وحدات قناصة الحوثيين ثلاثة جنود في شمال منطقة يختل واشتبك مقاتلو الحوثي مع مسلحين مدعومين من السعودية في منطقة مقبنة.
في مايو 2018، شن الآلاف من عناصر المقاومة التهامية وكتائب العمالقة وقوات المقاومة الوطنية بقيادة طارق صالح هجوماً واسعاً على البلدات والجبال الرئيسية غرب تعز، وأفادت الأنباء أن هدفهم النهائي هو قطع طريق شمالاً. باتجاه مدينة الحديدة المطلة على البحر الأحمر، وهي معقل وآخر ميناء رئيسي للحوثيين. في 10 مايو، استولت القوات الحكومية على وسط مديرية موزع غرب مدينة تعز. في 11 مايو، مدعومة بغطاء جوي من التحالف الذي تقوده السعودية، اقتحمت كتائب العمالقة معسكر العامري غرب مدينة تعز وسيطرت عليه لاحقًا. وزعمت وسائل إعلام موالية لهادي أن 133 مسلحا من الحوثيين استسلموا بعد أن حوصروا في مديرية الوازعية. في 15 مايو، استسلم 30 من مقاتلي الحوثيين للقوات الحكومية في منطقة جبل حبشي على الأطراف الغربية لمدينة تعز.

### 2019
في عام 2019 ، استمرت الحرب، لكن تم تبادل الأسرى عبر خط المواجهة في تعز في 19 ديسمبر 2019. وأطلق هذا التبادل 75 فردا تابعا للحكومة المعترف بها دوليا، إلى جانب 60 من المنتسبين إلى الحوثيين.

### 2020
في 5 أبريل، قُتلت 5 نساء على الأقل وأصيب 28 شخصًا بجروح عندما أصاب قصف قسم النساء في سجن تعز الرئيسي. جاء القصف من الجزء المقسم من المدينة الذي يسيطر عليه الحوثيون.
في 8 أبريل، أعلن تركي المالكي وقف إطلاق النار لمدة أسبوعين، جزئياً لتجنب جائحة كوفيد-19. وكتب نائب وزير الدفاع السعودي الأمير خالد بن سلمان على تويتر أن المملكة العربية السعودية ستساهم بمبلغ 500 مليون دولار في خطة الأمم المتحدة للاستجابة الإنسانية لليمن في عام 2020 و25 مليون دولار أخرى للمساعدة في مكافحة انتشار فيروس كورونا.

### 2021
في 3 مارس، شنت القوات الموالية لهادي هجومًا في تعز لتخفيف الضغط في مأرب. وتمكنوا من مهاجمة والاستيلاء على مواقع للحوثيين في وادي صلاح شرق مدينة تعز. وأفاد ضابط بالجيش اليمني أن الهجوم أسفر عن مقتل 15 مقاتلا حوثيا.
في 8 مارس، استولت القوات الموالية لهادي على منطقة جبل حبشي الريفية بالكامل من قوات الحوثيين. وقد وصل القتال إلى منطقة مقبنة. وزعم المركز الإعلامي الموالي لهادي تعز أن 70 من مقاتلي الحوثي إما قتلوا أو أصيبوا خلال المعركة. بحلول 11 مارس، انسحبت قوات الحوثي من جبل الكاظه والغباري بعد هجوم لقوات المقاومة الوطنية من الغرب وقوات هادي من الشرق.
في 11 مارس، تقدمت القوات الموالية لهادي ضد مقاتلي الحوثي في محافظة تعز، وأعادت فتح طريق جديد إلى مدينة تعز والانضمام إلى القوات المشتركة في الساحل الغربي.
في 12 مارس، أفاد مصدر بالجيش اليمني الموالي لهادي بتحقيق مكاسب جديدة ضد قوات الحوثي في منطقة الحنة بين مديريتي موزع والوازعية. وأضاف المصدر أن «هذه المكاسب ستؤدي إلى إعادة فتح بعض الطرق الفرعية التي تربط أحياء الحجرية بالساحل الغربي، وتمهيد الطريق للتقدم نحو بلدة البرح الاستراتيجية الواقعة بين ناحيتي مقبنة والمخا».
بحلول 26 مارس، صدت قوات الحوثي هجمات القوات الحكومية المستمرة واجتاحت مناطق شرق أحكم، واقتربت من طريق تعز- عدن.

### 2022
أعلنت القوات الأمنية والعسكرية في تعز القبض على خلايا حوثية أخرى متورطة بتنفيذ اغتيالات ضد قوات الشرعية، إضافة إلى تفجيرات استهدفت مدنيين.

### 2023
رصد الفريق الميداني 52 انتهاكا خلال شهر ابريل 2023 في محافظة تعز ارتكبت مليشيا الحوثي 43 انتهاكا منها وارتكب مسلحون مجهولون 5 حالات وارتكب أحد افراد في الجيش الحكومي 4 حالات.

### 2024
قالت المصادر، ان وكلاء إيران في اليمن قصفت مساء الاحد الأحياء السكنية في حي بريد الروضة والزهراء شمال شرق  مدينة تعز بقذائف الهاون

## استهداف المدنيين
تشهد مدينة تعز أكثر سقوط للضحايا بين المدنيين، نتيجة القصف المتعمد من قبل الحوثيين والقوات الموالية لعلي عبد الله صالح التي تسيطر على محيط المدينة، قالت هيومن رايتس ووتش أن الحوثيين يقصفون المدنيين في المدينة بشكل عشوائي ومتكرر، بقذائف الهاون ومدفعية وصواريخ غراد، حيث يسيطر أفراد المقاومة سيطرة جزئية على أجزاء من المدينة،  أفاد مكتب المفوض الأممي السامي لحقوق الإنسان أن أعمال القصف والقنص من قبل الحوثيين قتلت في النصف الثاني من أغسطس 42 مدنياً على الأقل في أحياء تعز.
منذ أوائل أكتوبر، تُصادر القوات الموالية للحوثيين وصالح عند نقاط التفتيش المياه والأطعمة وأنابيب غاز الطهي من المدنيين الذين يحاولون نقل هذه المؤن إلى أحياء داخل مدينة تعز لا يسيطرون عليها. وصادر الحوثيين 3 شاحنات عقاقير طبية أرسلتها «منظمة الصحة العالمية» إلى تعز في أكتوبر. استولى الحوثيون على الأدوية التي كانت وجهتها مستشفيات في مناطق لا تخضع لسيطرتهم. ولم يأذنوا لمكاتب وزارة الصحة بدعم المستشفيات والمستوصفات الطبية في المدينة.
في 20 أكتوبر نشرت القنوات الإعلامية ومواقع التواصل الاجتماعي مقطع فيديو يظهر فتى يمنيا يدعى «فريد شوقي الذماري» (6 سنوات) وهو راقد على سرير مستشفى بعد أن أصيب بشظايا في رأسه في 13 أكتوبر،  وهو يتوسل بصوت هادئ للأطباء «لا تقبروناش» (لا تدفنوني)، ولقيت هذه الحادثه صدى واسع في وسائل الإعلام العالمية، خاصة بعد وفاة الطفل بعد عدة أيام من أصابته.
في 22 أكتوبر ذكرت «اللجنة الدولية للصليب الأحمر» أن نحو نصف مستشفيات تعز كفت عن العمل بسبب نقص الإمدادات أو الوقود أو جراء تضرر المرافق أثناء القتال. وطالبت الأطراف المسيطرة بالتصريح بتسليم الأدوية المُلحة والضرورية، التي مُنعت على مدار 5 أسابيع، إلى مستشفى الثورة.
في 24 أكتوبر قال المنسق الإنساني بالأمم المتحدة إن قدرا لا يُذكر من السلع التجارية أو السلع المرسلة من منظمات الإغاثة دخلت وسط المدينة. في اليوم التالي قالت منظمة «أطباء بلا حدود» إن رغم أسابيع من المفاوضات المكثفة مع المسؤولين الحوثيين، لم يتسن تسليم مخزون من الإمدادات الطبية الضرورية لمستشفيين في تعز، وإن شاحنات أطباء بلا حدود أوقفت عند حواجز الحوثيين الأمنية ومُنعت من دخول المنطقة.
في 31 يناير 2016 نشرت هيومن رايتس ووتش تقريراً بعنوان «الحوثيون يمنعون دخول سلع حيوية إلى تعز»،  قالت فيه أن قوات الحوثيين التي تفرض حصاراً على المدينة قيدت على مدار شهور دخول الإمدادات الغذائية والطبية إلى المدنيين في تعز، ووصفت مُصادرة السلع الأساسية للسكان المدنيين ومنع المساعدات الإنسانية بأنها إنتهاكات جسيمة للقانون الإنساني الدولي. وقدرت الأمم المتحدة نزوح ثلثي سكان مدينة تعز إلى خارجها بسبب إشتداد الحصار.
في كانون2/يناير 18, 2024 صد هجوم للحوثيين  مساء يوم الخميس، في وادي حنش ومدرات ومقدمة المطار القديم في الجبهة الغربية للمدينة